# Isaloides echinatus
Espèce
Synonymes
- Misumessus echinatus Banks, 1914

Isaloides echinatus est une espèce d'araignées aranéomorphes de la famille des Thomisidae.

## Distribution
Cette espèce est endémique de Cuba . Elle se rencontre dans les provinces de Pinar del Río et de La Havane.

## Description
Le mâle décrit par Teixeira et Barros en 2015 mesure 2,83 mm et la femelle 6,88 mm.

## Publication originale
- Banks, 1914 : New West Indian spiders. Bulletin of the American Museum of Natural History, no 33, p. 639-642  (texte intégral).